# Garrulax maesi
El charlatán de Maës (Garrulax maesi) es una especie de ave paseriforme de la familia Leiothrichidae endémica del sureste de Asia.

## Distribución y hábitat
Se encuentra únicamente en el sur de China y norte de Vietnam. Su hábitat natural son los bosques húmedos tropicales.